# Square des arènes de Lutèce et square Capitan
Le square des arènes de Lutèce et square Capitan est un square du 5e arrondissement de Paris attenant aux arènes de Lutèce.

## Situation et accès
Le site est accessible au 6, rue des Arènes.
Il est desservi par les lignes 7 et 10 aux stations Jussieu et Place Monge.

## Origine du nom
Il est nommé en l'honneur du médecin, anthropologue et préhistorien Louis Capitan (1854-1929). 

## Historique

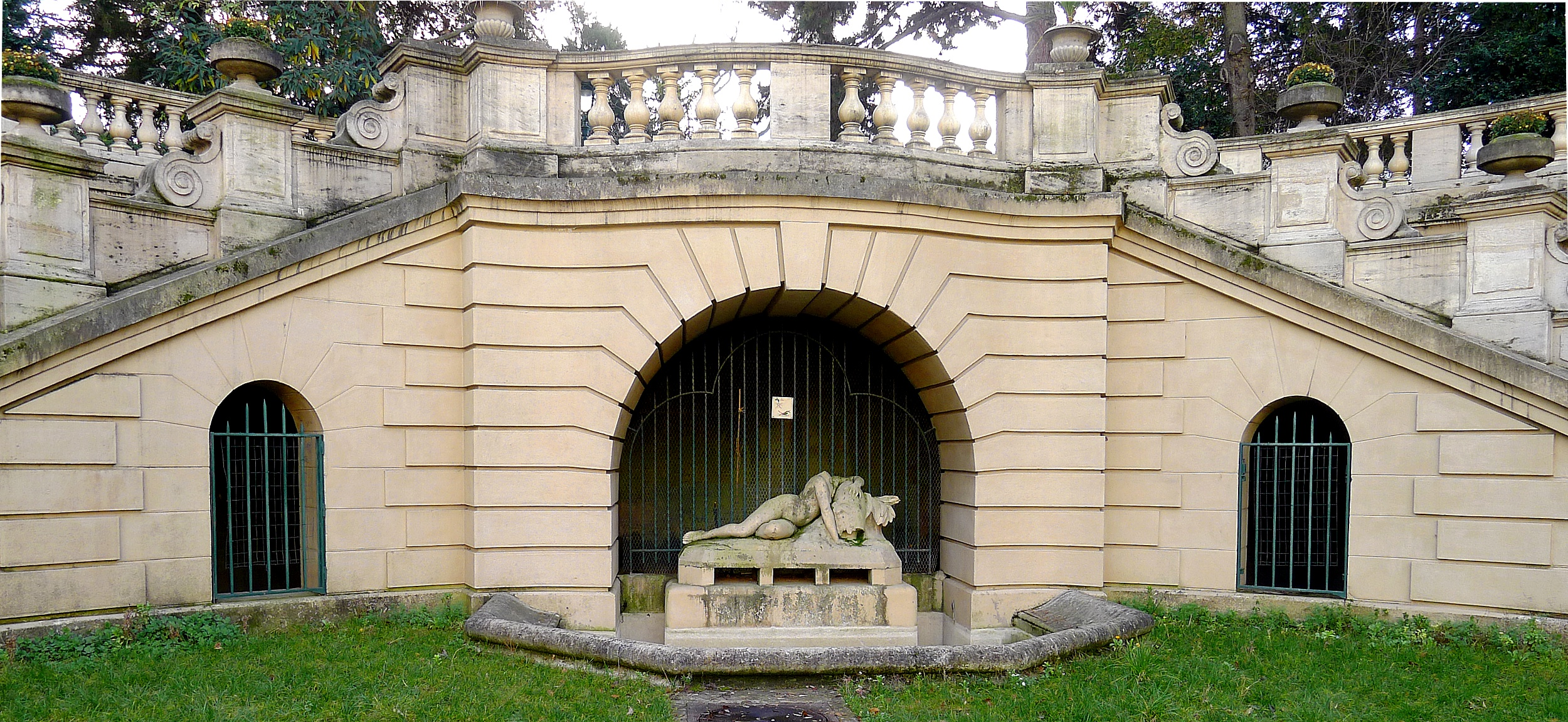
Fontaine du square.

Le square est construit sur le site des anciens réservoirs Saint-Victor situés en contrebas des arènes, dont la découverte, en 1869, par Théodore Vacquer et la restauration par Louis Capitan (1854-1929), durant la Première Guerre mondiale, ont permis la réhabilitation. Le square de 12 168 m2 ouvert en 1892 est accessible par les arènes mais en est indépendant.

## Arbre remarquable
Le square abrite un hêtre tortillard (ou fau) planté en 1905.